# Руслан Сирота
Руслан Сирота (англ. Ruslan Sirota; нар. 4 листопада 1980, Умань, УРСР) — ізраїльський та американський музикант і композитор, володар «Греммі» 2011 року.

## Ранні роки
Народився 4 листопада 1980 року в Умані в єврейській родині. Його батько, Юхим, гітарист. Гітарою Руслан оволодів у 4-річному віці. Із семи років грає на фортепіано. У 1990 році із сім'єю переїхав до Ізраїлю, де продовжував вивчати фортепіано в музичній школі. У 14-річному віці захопився джазом. У 16 років він був клавішником популярної ізраїльської джазової групи. Виступив на сцені джазового фестивалю «Червоне море».
У 18 років розпочав навчання в Музичному коледжі Берклі, де отримав повну стипендію за навчання, а в січні 2000 року переїхав до Бостона. Під час навчання в Берклі Руслан демонстрував інтерес до музики R&B, фанку та соула, граючи з місцевими музикантами, в результаті чого став резидентом в клубі під назвою «Wally's Jazz Café».

## Професійна кар'єра
У 2004 році Руслан Сирота приєднався до колективу Стенлі Кларка і переїхав до Лос-Анджелеса, що ознаменувало початок його професійної кар'єри.
Надалі окрім Кларка музикант співпрацює та гастролює з такими виконавцями та колективами як Black Eyed Peas, Kamasi Washington, Seal, Джош Ґробан, Ne-Yo, Thundercat, Чик Коріа, Джордж Дюк, Маркус Міллер, Ел Джерро, Віктор Вутен, Ерік Бене, Рейчел Феррелл, Ларрі Карлтон, Лос-Анджелеський філармонічний оркестр та ряд інших. Руслан випустив свій дебютний альбом, записаний лейбами «Roxboro Entertainment Group» та «Vibrant Productions», випущений на «Bungalo Records» і поширювався компанією «Universal Music Group Distribution».
Сирота є членом правління фонду «Magic Music Foundation», некомерційної організації, яка надає стипендії студентам-музикантам по всьому світу, незалежно від вибору вчителів музики та / або шкіл.

## Дискографія

### Сольні роботи
- 2011: Ruslan

### У співпраці
- 1998: Customade by Confusion
- 2007: The Toys of Men by Stanley Clarke
- 2008: Thunder by S.M.V.
- 2008: Conflict by Sy Smith
- 2009: The Quiet Hype by Jupiter Rising
- 2010: The Stanley Clarke Band by Stanley Clarke (also contributing the composition «Soldier»[12])
- 2010: Lost in Time by Eric Benét
- 2011: Platinum Hit: The Winning Songs, Season One
- 2013: In This Life by Virgil Donati
- 2015: Stages by Josh Groban
- 2018: Quartet by Bob Reynolds